# Skate 3
Skate 3 to trzecia odsłona serii gier wideo Skate, opracowana przez EA Black Box, wydana przez Electronic Arts i wydana 11 maja 2010 roku na konsole Playstation 3, Xbox 360 i Xbox One

## Rozgrywka
Gra toczy się w fikcyjnym mieście Port Carverton, które promuje jazdę na deskorolce, w przeciwieństwie do drugiej części, gdzie była ona traktowana jak przestępstwo. Postać gracza nosi pseudonim „Legenda”. Po nieudanym wykonaniu triku „Jump The Shark” celem gracza staje się stworzenie udanej drużyny deskorolkowej. Zadaniem gracza jest sprzedaż miliona desek poprzez wykonywanie wyzwań. Gra wprowadziła kilka nowych elementów, w tym nowe triki (Np. darkslide lub underflip), kreator parku oraz tryby trudności gry. 
W przeciwieństwie do oryginalnej gry Skate., dodano dwa nowe poziomy trudności: tryby „Łatwy” i „Normalny”. „Hardcore” pozwala graczowi wykonywać triki łatwiej i zapewnia większą kontrolę nad postacią. tryb „Hardcore” oferuje bardziej realistyczną symulację jazdy na deskorolce i wymaga od gracza precyzyjnego wykonywania trików. 
Port Carverton składa się z trzech dzielnic: centrum miasta (Downtown), kampusu uniwersyteckiego (University) oraz przemysłowej (Industrial). Choć ogólny wygląd miasta jest bardzo czysty (z wyjątkiem dzielnicy przemysłowej), każda dzielnica ma swoje unikalne projekty i pomniki. Centrum pełne jest krawędzi i poręczy, podczas gdy kampus uniwersytecki obfituje w rampy (w tym "super-ultra mega-park) i otwarte przestrzenie. W dzielnicy przemysłowej znajduje się tam ogromny kamieniołom z blokami kamienia, skatepark DIY i port.
Skate.Park to również funkcja w Skate 3, która pozwala graczowi na tworzenie skate parków, podobnie jak kreator poziomów w grach Tony Hawk oraz funkcja „Create a Spot” w Skate It. Według strony Skate, gracze mogą budować różnorodne konstrukcje, takie jak mega rampy i place. Nowy dodatek skate.Create Pack rozszerza tę funkcję o 2 nowe obszary i ponad 30 elementów.
EA wprowadziło trzy nowe tryby gry do rozgrywki online: „1-Up”, „Domination” oraz „Own The Lot”. W trybie „1-Up” drużyny mają określony czas na zdobycie określonej liczby punktów, które druga drużyna musi przebić, czyli „1-Up”. W trybie „Domination” drużyny rywalizują ze sobą, starając się kontrolować jak najwięcej miejsc w określonym czasie. W trybie „Own The Lot” w danym obszarze jest od sześciu do dwunastu zadań (np. grindowanie krawędzi, flip-trick ze rampy), które drużyna musi jako pierwsza ukończyć, aby wygrać.

## Stan serwerów grySkate 3(2025)
W 2025 roku serwery gry Skate 3 są nadal aktywne, jednak działają wyłącznie na konsolach PlayStation 3 oraz Xbox One. Gracze korzystający z tych platform mogą łączyć się z serwerami online, choć dostępność i stabilność połączeń bywają niestabilne i różnią się w zależności od regionu oraz indywidualnych ustawień sieciowych.
Niektóre funkcje online, takie jak tworzenie drużyn i rozgrywki wieloosobowe, zostały przywrócone, co umożliwia odblokowanie wcześniej niedostępnych osiągnięć. Natomiast wersje na Xbox 360 nie mają wsparcia dla serwerów online.

## Dostępne postacie
- Andrew Reynolds
- Atiba Jefferson
- Benny Fairfax
- Braydon Szalfanski
- Chris Cole
- Chris Haslam
- Trener Frank (Coach Frank)
- Colin McKay
- Dan Drehabl
- Danny Way
- Darren Navarrette
- Deer Man of Dark Woods
- Dennis Busenitz
- Eric Koston
- Fabio (DLC)
- Jason Dill
- Jerry Hsu
- Joey Brezinski
- John Cardiel
- John Rattray
- Josh Kalis
- Lizard King
- Lucas Puig
- Mark Appleyard
- Michael Burnett
- Mike Carroll
- Pat Duffy
- PJ Ladd
- Ray Barbee
- Rob Drydek
- Ryan Gallant
- Ryan Smith
- Terry Kennedy
- Cuz
- Dem Bones
- Isaac
- Meat Man
- Reda
- Seb
- Slappy (DLC)
- Shingo
- Ambasador Skate (Skate Ambassador)